# Laufon
Laufon (en allemand : Laufen) est une commune suisse du canton de Bâle-Campagne, située dans le district de Laufon.
Le blason de Laufon est le même que celui de Bâle, mais avec des couleurs inversées (la crosse de Bâle est noire et le fond blanc).

## Géographie

Vue aérienne (1950)

La commune de Laufon est située dans la vallée de Laufon, le long du cours de la Birse. Le territoire communal culmine à 670 mètres d’altitude sur le Nettenberg. Le point le plus bas est à 348 mètres, au bord de la Birse.

## Histoire
La ville de Laufon fit partie de l’Évêché de Bâle jusqu’en 1792. De 1793 à 1813, elle a été annexée par la France, au sein du département du Mont-Terrible, puis, à partir de 1800, au sein du département du Haut-Rhin, auquel le département du Mont-Terrible fut rattaché.
En 1815, le Congrès de Vienne attribue l'ancien Évêché de Bâle au canton de Berne.
Depuis 1994, à la fin du processus déclenché par la Question jurassienne, le Laufonnais a finalement choisi de se rattacher au canton de Bâle-Campagne, après avoir refusé dans un premier temps, en 1974, de se rattacher à un nouveau canton du Jura.

## Économie
- Ricola, confiserie industrielle
- Céramique Laufon
- Banque Jura Laufon

## Transports
- Ligne ferroviaire CFF Bienne-Delémont-Bâle
- Lignes de bus pour Liesberg, Nunningen, Kleinlützel, Bärschwil et Erschwil
- Ligne ferroviaire CFF Genève-Yverdon-les-Bains-Bienne-Delémont-Bâle

## Personnalités
- Elias Elye, premier imprimeur en Suisse (Beromünster)[3]
- Alban Gerster, architecte[4]
- Nobby Bloch[5].

## Curiosités
- Église Sainte-Catherine, construite à partir de 1698
- Ancien Hôtel-de-Ville. Avec façade néo-classique
- Ancienne Préfecture
- Chapelle Saint-Martin
- Rue principale, fermée par la porte supérieure (Obertor) et la porte inférieure (Untertor) et la porte donnant sur la Birse (Wassertor).
- Dolmen de Laufen[6], sur www.lieux-insolites.fr/suisse/.